# Выргим
Выргим — река в России, протекает по территории Белоярского района Ханты-Мансийского автономного округа. Устье реки находится в 90 км от устья Казыма по правому берегу. Длина реки — 30 км.

## Притоки
- 12 км: Ешинквыргим
- 17 км: Кутопвыргим

## Данные водного реестра
По данным государственного водного реестра России относится к Нижнеобскому бассейновому округу, водохозяйственный участок реки — Обь от впадения Иртыша до впадения реки Северная Сосьва, речной подбассейн реки — бассейны притока Оби от Иртыша до впадения Северной Сосьвы. Речной бассейн реки — (Нижняя) Обь от впадения Иртыша.
Код объекта в государственном водном реестре — 15020100112115300021781.